# Rebis

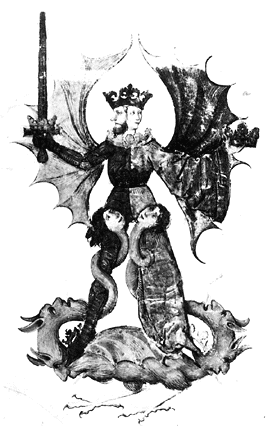
Il Rebis raffigurato sul Codex Monacensis, Germania, XV secolo.

Il re-bis o rebis alchemico (dal latino res bis, o res bina, «cosa doppia») è un termine usato in alchimia per indicare il risultato di un matrimonio chimico, designando anche la pietra filosofale, intesa come unione degli opposti, o compositum de compositis.
Viene rappresentato graficamente e simbolicamente come un androgino a due teste.

## Ricorrenze e significati

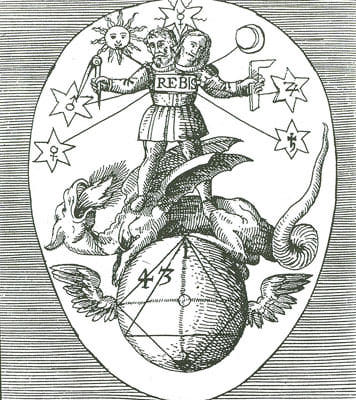
Simbolo del rebis nella sesta illustrazione xilografata del trattato Azoth (1613): un androgino attorniato dai sette pianeti regge una squadra e un compasso al di sopra di un drago e una sfera alata, nella quale sono iscritti un quadrato e un triangolo, sintesi della triade e del quaternario.

Tra le immagini ricorrenti nei trattati e nelle illustrazioni alchemiche, il rebis può essere raffigurato di volta in volta come l'unione sacra di Maschile e Femminile, ovvero di zolfo e mercurio, luce e tenebre, giorno e notte, Sole e Luna, Re e Regina, principio attivo e passivo, qualità fredde e calde, oppure secche e umide.
Sul piano filosofico realizzare il rebis significava approdare a Dio, concepito dai filosofi neoplatonici, in particolare da Nicola Cusano, come coniunctio o coincidentia oppositorum, cioè «unione degli opposti»: esso è l'Uno che continuamente crea e comprende in sé il molteplice. In Lui è il rebis, l'Adamo primordiale, ovvero la comune radice di tutto ciò che appare contraddittorio e bipolare alla pura ragione, e che l'alchimista non si limita a teorizzare, ma cerca di realizzare in modo pratico nel suo laboratorio.

## Curiosità
- Grant Morrison ha chiamato Rebis un suo personaggio formato dalla fusione di più esseri.
- Nel romanzo Il figlio del giovedì nero (El Nino del Jueves Negro) di Alejandro Jodorowsky, il personaggio el Rebe ha il nome ispirato a questo simbolo dell'alchimia.
- Nell'anime "Castlevania" il rebis viene creato dall'unione delle anime di Dracula e sua moglie. L'essere si presenta come metà donna e metà uomo, che coesistono in un unico corpo.
- Rebis è il nome del personaggio principale dell'omonimo fumetto, di Irene Marchesini e Carlotta Dicataldo, pubblicato da Bao Publishing (2023)